# Бесалу (графство)

Графства Каталонии

Графство Бесалу (исп. Condado de Besalú, кат. Comtat de Besalú) — средневековое графство на территории области Каталония в современной Испании.

## История
Занимало район нынешней Гарроты, часть Жероны и гор Ампурдан в Каталонии. Первоначально графство входило в состав Испанской марки, затем, до 878 года, — в состав графства Барселоны и Жероны. В 878 году граф Барселоны, Вифред I Волосатый отдал Безалу своему брату Радульфу. После смерти в 1020 году граф Бернардо I, графство пришло в упадок. В 1111 году после смерти бездетного графа Бернардо III Бесалу было присоединено к Барселоне Рамоном Беренгером III.

## Графы Бесалу
- 897—920?: Радульф (до 878 соправитель) (ум. между 913 и 920)
- 920?—927: Миро I Младший
- 927—957: Вифред II
- 957—968 : Сунифред II, граф Сердани
- 968—984: Миро II Бонфиль
- 984—988: Олиба Кабрета
- 988—1020: Бернард I Таллаферо
- 1020—1052: Гильермо I Толстый
- 1052—1066: Гильермо II
- 1066—1085: Бернардо II (с 1052 соправитель)
- 1085—1100: Бернардо II и Бернардо III
- 1100—1111: Бернардо III